# Wingates
Wingates – osada w Anglii, w hrabstwie Wielki Manchester, w dystrykcie (unitary authority) Bolton. Leży 7,1 km od miasta Bolton, 20,7 km od miasta Manchester i 281,4 km od Londynu. W latach 1870–1872 osada liczyła 1857 mieszkańców.